# Melittia gephyra
Melittia gephyra is een vlinder uit de familie wespvlinders (Sesiidae), onderfamilie Sesiinae.
Melittia gephyra is voor het eerst wetenschappelijk beschreven door Gaede in 1933. De soort komt voor in het Palearctisch gebied.